# 豊田市立平和小学校
豊田市立平和小学校（とよたしりつ へいわしょうがっこう）は、愛知県豊田市平和町にある公立小学校。

## 概要
- トヨタ町、秋葉町7丁目（一部）、秋葉町8丁目（一部）、水源町1丁目（一部）、水源町2丁目、水源町6丁目（一部）、水源町7丁目、平山町、平和町、宮前町、室町が校区である。公立中学校に進学する場合は豊田市立豊南中学校へ進学する [1]。

## 沿革
- 1978年（昭和53年）4月 - 豊田市立前山小学校から分離し、開校。

## 交通アクセス
- とよたおいでんバス土橋・豊田東環状線「水源平和」バス停より徒歩約3分。
- 名鉄バス豊田市内線「平山」バス停より徒歩約10分。

名鉄三河線豊田市駅より【69系統】「トヨタ記念病院」行。

## 周辺施設
- 豊田市立豊南中学校
- 豊田市立前山小学校
- トヨタ自動車本社
- トヨタ記念病院
- 水源公園